# A postás mindig kétszer csenget
A postás mindig kétszer csenget James Mallahan Cain második regénye. Az USA-ban 1934-ben jelent meg, az ír származású marylandi írónak pedig egy csapásra hírnevet és sikert hozott. (A postás mindig kétszer csengetről a legtöbb embernek feltehetően a Jack Nicholson főszereplésével készült 1981-es amerikai játékfilm jut az eszébe, de nem ez az egyetlen adaptációja James Cain 1934-es kisregényének.)
Az alig száz és még valahány oldalas történet vegyes fogadtatást kapott. A történetbe csempészett erotika és erőszak miatt a regényre ráragadt a Banned in Boston jelző, amelyet a 19. század végén és a 20. század elején használtak olyan irodalmi művek jellemzésére, amelyet a bostoni ír származású római katolikus bevándorlók konzervatív gyomra nehezen vagy egyáltalán nem tudott megemészteni. Nem pusztán a bostoni írek elutasítása tette naggyá a regényt, hiszen a Modern Library is minden idők legjobb 100 regénye közé választotta.
Magyarul először a Pantheon Kiadónál jelent meg a regény 1938-ban, Kovács György fordításában, majd Uram Tamás új fordításában 2007-ben az Európa Könyvkiadónál.
A regény főszereplői: Frank Chambers, Nick Papadakis, Cora.

## Történet
|  | Alább a cselekmény részletei következnek! |

A történetet maga a főszereplő, Frank Chambers meséli el egyes szám első személyben. Frank, a csavargó csak enni áll meg a kis kaliforniai út menti fogadónál, de aztán ott marad dolgozni. A fogadó tulajdonosa Nick Papadakis, a görög, aki fiatal feleségével, Corával együtt üzemelteti a fogadót. Frank és Cora között már az első perctől izzik a levegő, szenvedélyes viszonyukat az idősebb férj észre sem veszi. Cora nem szereti a férjét, belefásult a fogadó körüli munkába, de Frank megjelenésével ismét úgy érzi, hogy él. A csavargó Frankkel közösen ördögi tervet agyalnak ki: megölni a görögöt, megtartani a fogadót, és boldogan élni, míg meg nem halnak. Mint a mesékben. De az élet nem habostorta egy kaliforniai út menti fogadóban; az első terv egy véletlenül felbukkanó rendőr miatt dől be, a második pedig olyan próbáknak teszi ki őket, amire korábban nem is gondoltak.
|  | Itt a vége a cselekmény részletezésének! |

## Vélemények a regényről
A regény talánya maga a cím: a történetben ugyanis egyetlen postás sem bukkan fel, még csak szó sincs róla. William Marling író úgy tudja, hogy Caint egy 1927-es megtörtént esemény inspirálta a regény megírásakor. Ezek szerint egy Ruth Snyder nevezetű hölgy a szeretőjével közösen megtervezte és végrehajtotta a férj meggyilkolását, előtte azonban Ruth megváltoztatta a férje életbiztosítását. Ruth ugyanakkor megkérte a postást, hogy kétszer csengessen, amikor az új biztosítási papírokat hozza, nehogy a férj nyisson ajtót a postásnak. Az 1927-es Snyder-ügyet Cain a Double Indemnity c. regényében is feldolgozza, ennek az előszavában pedig egy teljesen más magyarázattal szolgál A postás mindig kétszer csenget címére. Cain vallomása szerint a cím egy beszélgetés során fogant meg benne: Vincent Lawrence forgatókönyvíró elmesélte, hogy mennyire izgult egy alkalommal, amikor egy beküldött forgatókönyvére várt visszajelzést a stúdiótól, és a csengetésről tudta, ha megérkezett a postás a várva várt hírrel, mivel a postás mindig kétszer csengetett. Cain ekkor határozta el, hogy ezt felhasználja egyik regénye címéhez.

## Magyarul
- A postás mindig kétszer csenget; ford. Kovács György; Pantheon, Bp., 1938
- Európa Könyvkiadó, Bp., 1957, Kovács György fordítása
- Európa Könyvkiadó, Bp., 1982, Kovács György fordítása, ISBN 963-07-3136-3
- Montázs Könyvkiadó, Bp., 1991, Kovács György fordítása, ISBN 963-7821-01-5 (Híres filmek – híres regények sorozat)
- A postás mindig kétszer csenget; ford. Uram Tamás; Európa, Bp., 2007 ISBN 978-963-07-8270-8
- A postás mindig kétszer csenget; in: Sarlós Endre: Szigetvári anzix; Gar-Wind Bt., Ócsa, 2011 (Fekete fehér képregénymúzeum)
- A postás mindig kétszer csenget; ford. Uram Tamás; XXI. Század Kiadó, Bp., 2018  ISBN 978-615-57-5992-5 (Klasszikus krimik sorozat)

## Filmfeldolgozások
A postás mindig kétszer csengetből több sikeres filmadaptáció is készült. A legelső egy 1939-es francia produkció, Pierre Chenal rendezte. 1943-ban Luchino Visconti vitte filmre Megszállottság címmel, 1946-ban készült el a máig legismertebb verzió Lana Turner és John Garfield főszereplésével. A fiatal generáció inkább az 1981-es remake-re emlékszik, ebben Jack Nicholson alakította a csavargó Frank szerepét, Jessica Lange játszotta Corát. A magyar verziót pedig Fehér György készítette el 1998-ban Szenvedély címmel.